# Isle of Ely

L'Isle of Ely est la région historique qui entoure la ville d'Ely. La région se trouve actuellement dans le Cambridgeshire en Angleterre mais constituait un comté à elle seule pendant longtemps. 

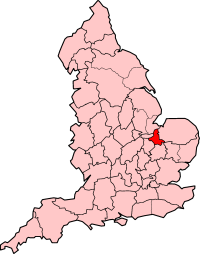
Situation de l'Isle of Ely au sein de l'Angleterre.

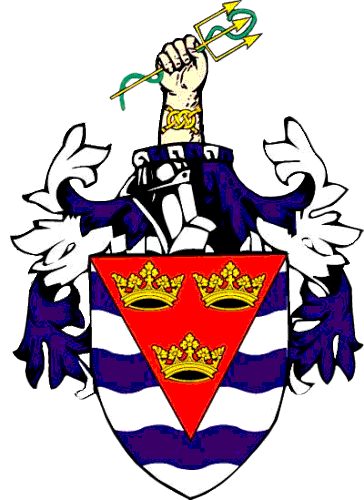
Blason du Conseil d'Ely.

## Étymologie
Le nom est censé signifier « l'île des anguilles » (island of eels) en référence aux poissons qui étaient pêchés dans la rivière locale. Cette étymologie fut en premier reconnue par le Bède le Vénérable.

## Histoire
Jusqu'au VIIe siècle, la région était à proprement parler une île entourée de tourbières. La zone, convoitée en raison de son accès difficile, fut contrôlée au bas Moyen Âge par les Gyrwas, une tribu saxonne.
À la suite de son mariage en 652, Tondbert, le prince Gyrwas, montra l'île à son épouse Æthelthryth (princesse saxonne qui devint plus tard sainte Æthelthryth). Elle y fonda par la suite un monastère qui fut détruit par les Vikings en 870. Les tourbières furent drainées à l'aide de canaux dessinés par des experts originaire des actuels Pays-Bas.
La situation stratégique de la région lui conféra un rôle important dans l'histoire militaire de l'Angleterre. À la suite de la conquête normande, l'île devint un refuge pour les forces anglaises sous le commandement du comte Morcar, de l'évêque Æthelwine de Durham et Hereward l'Exilé en 1071.
L'île ne tomba aux mains de Guillaume le Conquérant qu'après un combat contre Hereward en 1072.
En 1139, la guerre civile éclata entre le roi Étienne et Mathilde l'Emperesse. L'évêque Néel d'Ely, un partisan de Mathilde,  tenta en vain de garder l'Isle. En 1143 Geoffrey de Mandeville se retourna contre Étienne, et installa ses quartiers sur l'Isle. Geoffrey fut cependant mortellement blessé à Burwell en 1144.
En 1216, pendant la première Guerre des barons, l'Isle fut défendue sans succès contre l'armée du roi Jean.
La région participa à la révolte des paysans de 1381.

## Administration
De 1107 à 1837 l'Isle était sous l'autorité de l'évêque d'Ely. Il nommait le juge d'Ely et régnait sur le territoire.
Cette entité territoriale fut garantie par une charte édictée par le roi Edgar en 970, puis confirmée par Édouard le Confesseur et Henri Ier en faveur de l'abbé d'Ely. Le dernier monarque fit d'Ely un évêché en 1107, donnant par la même occasion naissance à l'Isle of Ely, un comté palatin sous l'autorité de l'évêque.
Une loi du Parlement en 1535-36 mit fin au statut palatin de l'Isle. Les « juges de paix » devaient désormais être nommés par lettre patente édictée sous le sceau du roi.
Toutefois, l'évêque garda pouvoir exclusif en matières civiles et criminelles et restait custos rotulorum (chef administratif).
Un commissaire était nommé à vie par l'évêque et remplissait les fonctions de high sheriff sur le territoire. Ce commissaire était aussi à la tête du gouvernement de la cité d'Ely.
Le Liberty of Ely Act de 1837 mit fin aux pouvoirs politiques de l'évêque, la région fut rattachée au Cambridgeshire, mais obtint le droit de nommer elle-même des justices.
À la suite de cette même loi, l'Isle garda sa propre représentation au sein des Quarter Sessions.
Avec le Local Government Bill de 1888, un « conseil de comté » élu fut instauré et l'Isle fut à part entière rattachée au Cambridgeshire.
À la suite de l'intervention du député local Charles Selwyn, une entité administrative (comté) distincte fut créée pour l'Isle of Ely en 1889. Le comté était petit aussi bien en termes de taille qu'en population, au point que la Local Government Boundary Commission (commission chargée d'étudier le réaménagement des frontières des unités administratives locales) proposa de dissoudre en 1947. Le rapport ne fut cependant pas retenu et le comté survécu jusqu'en 1965. À la suite des recommandations du Local Government Commission for England, une nouvelle entité formée du Cambridgeshire et de l'Isle of Ely fut créée; le Cambridgeshire and Isle of Ely

## Blason
Le blason du conseil de comté de l'Isle of Ely fut adopté le premier mai, l'argent et les vagues bleues furent ajoutées aux armes épiscopales, suggérant que le comté était autrefois une île. Au-dessus du bouclier se trouve une main humaine tenant un trident autour duquel une anguille est enroulée, en référence au nom du lieu. Au poignet de cette main, un nœud de Wake (ou « nœud d'Ormond ») représente Hereward l'Exilé.